# Josef Rampold
Josef Rampold (Vipiteno, 18 gennaio 1925 – Bolzano, 12 novembre 2007) è stato un giornalista, scrittore e alpinista italiano.

## Biografia
Rampold, dopo la laurea in Germanistica all'Università di Innsbruck, si trasferì a Bolzano, dove insegnò italiano, storia e latino per diciotto anni al liceo classico in lingua tedesca. Negli stessi anni cominciò a collaborare con RAI Sender Bozen.
A partire dal 1958 tenne una rubrica di alpinismo sul quotidiano in lingua tedesca Dolomiten. Alcuni anni dopo, nel 1969, Rampold abbandonò l'insegnamento per dedicarsi a tempo pieno al giornalismo, continuando la sua collaborazione sia col Dolomiten che con la RAI.
Sull'emittente in lingua tedesca condusse in particolare trasmissioni di cultura popolare, la più nota delle quali -  An Eisack, Etsch und Rienz (Lungo l'Isarco, l'Adige e la Rienza) - è andata in onda dal 1972 al 2007 (nell'ultimo periodo, dopo che Rampold si ammalò, si trattò in realtà di repliche).
Del Dolomiten, invece, Rampold divenne addirittura direttore per 14 anni, dal 1981 al 1995, anno del suo pensionamento (che tuttavia non significò l'abbandono della professione: Rampold continuò a collaborare da esterno, mantenendo  fino al 2003 la sua rubrica di alpinismo, e fino al 2005 una rubrica sulla lingua tedesca).
Nel 2005 cominciò una lunga lotta con la malattia che lo portò alla morte il 12 novembre 2007.
Numerosi sono i libri pubblicati, in particolare sulle tradizioni e sulle montagne altoatesine.

## Premi e riconoscimenti
- 1972 - Membro onorario dell'Università di Innsbruck
- 1973 - Premio Walther von der Vogelweide
- 1979 - Membro onorario dell'Alpenverein altoatesino
- 1980 - Ordine al merito di Baviera per la sua attività letteraria e giornalistica
- 1983 - Croce d'oro al merito del Südtiroler Bauernbund (associazione dei contadini altoatesini di lingua tedesca), per la sua attività in favore dell'agricoltura di montagna
- 1989 - Premio Leopold Kunschak
- 1993 - Ordine al merito del Tirolo
- 1994 - Cittadinanza onoraria di Vipiteno